# فعل ناقص
الفعل الناقص في اللغة العربية يشير إلى أحد احتمالين، فأما في النحو فهو يشير إلى كان وأخواتها التي توصف بالأفعال الناقصة لأنها لا تكتفي بمرفوعها (الاسم)، بل تحتاج إلى المنصوب (الخبر) لإتمام المعنى  ، أما في علم الصرف فيستعمل للإشارة إلى انتهاء الفعل بأحد حروف العلة (مثل دعا، مشى، رَضِي) حيث تكون له قواعد إملائية خاصة عند اتصاله بالضمائر. 
الفعل الناقص هو ما كانت لامه حرف علة.

## قواعد تصريف الفعل الناقص
- إذا اتصل الفعل الناقص
- في حال كون حرف العلة المحذوف ألفا، تبقى حركة الحرف الأخير الفتحة بغض النظر نوع الفعل إن كان ماض أم مضارع أم أمرا.
- إذا كان الحرف المحذوف واواً أو ياءً، تتعلق حركة الحرف الأخير حسب الضمير المتصل، إن كان واو الجماعة تصبح الحركة ضمة، وفي حال اتصال الفعل الناقص بياء المؤنثة المخاطبة تصبح الحركة هي الكسرة.
- تحذف عند اتصاله بواو الجماعة
- تحذف في تاء التأنيث
- يرد حرف العلة إلى اصله عند اتصاله بتاء الفاعل ونا الفاعلين وألف الإثنين للمذكر ونون النسوة وواو الجماعة وياء المخاطبة
- تحذف عند اتصاله بألف الإثنين للمذكر ونون النسوة
- يرد إلى اصله عند اتصاله بألف الإثنين المذكر والمؤنث ونون النسوة
- يحذف حرف العلة أمر المخاطب المذكر والمؤنث ونون النسوة

### مواضيع ذات علاقة
- الفعل الأجوف.
- الفعل المثال.
- الفعل المعتل.

### وصلات خارجية
- الفعل الناقص على شبكة المعرفة الريفية.